# Municipio de Canaan (condado de Morrow)
El municipio de Canaan (en inglés: Canaan Township) es un municipio ubicado en el condado de Morrow en el estado estadounidense de Ohio. En el año 2010 tenía una población de 963 habitantes y una densidad poblacional de 13,54 personas por km².

## Geografía
El municipio de Canaan se encuentra ubicado en las coordenadas 40°36′16″N 82°54′51″O / 40.60444, -82.91417. Según la Oficina del Censo de los Estados Unidos, el municipio tiene una superficie total de 71.1 km², de la cual 71,1 km² corresponden a tierra firme y (0 %) 0 km² es agua.

## Demografía
Según el censo de 2010, había 963 personas residiendo en el municipio de Canaan. La densidad de población era de 13,54 hab./km². De los 963 habitantes, el municipio de Canaan estaba compuesto por el 98,96 % blancos, el 0,1 % eran afroamericanos, el 0,21 % eran amerindios y el 0,73 % eran de una mezcla de razas. Del total de la población el 0,1 % eran hispanos o latinos de cualquier raza.